# Efraín Vázquez Velazco

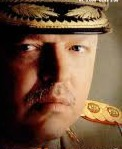

Efraín Vázquez Velazco (Caracas, Libertador, Distrito Federal, 27 de septiembre de 1950) es un militar venezolano  que fue Comandante General del Ejército de Venezuela, actualmente en situación de retiro. 

## Carrera militar

### Formación militar
Se graduó de licenciado en Ciencias y Artes Militares en la Academia Militar de Venezuela, en la Promoción "General de Brigada Justo Briceño Otalora" de 1973. Honor Roll Field Artillery Advanced Course. Ft. Sill, Ok. 1982.  Táctica y técnica de empleo del Bofords RBS-70. Suecia 1989. Seguridad y Defensa Intercontinental en el Colegio Interamericano de Defensa en Ft. Mcnair. Washington D. C. 1994.

### Inspector general del Ejército
Fue la  principal personalidad militar durante la crisis presidencial venezolana en 2002. Durante se desempeñó como Inspector General del ejército en 2001, el presidente  de Venezuela Hugo Chávez, sostuvo una reunión privada el 21 de diciembre de 2001 con el general Lucas Rincón Romero, máxima autoridad militar de las Fuerzas Armadas, quien recomendó al Presidente el nombramiento  de Vasquez Velazco, como Comandante General del Ejército de Venezuela, motivado a que Vasquez era el oficial activo de mayor antigüedad  con mando de tropas en el momento.

### Comandante General del Ejército
En diciembre de 2001 el presidente Hugo Chávez destituyó al Comandante general del Ejército de Venezuela, general Víctor Cruz Weffer, supuestamente implicado en casos de corrupción. Los señalamientos tienen que ver con el manejo de los recursos para el Plan Bolívar 2000, un programa social introducido por el gobierno de Chávez diseñado para ayudar a los estratos más pobres de la población.
Efraín Vásquez Velazco fue nombrado el 22 de diciembre de 2001 como Comandante General del Ejército y reconfirmado el 8 de febrero de 2002.
El 7 de abril de 2002 el Comandante General del Ejército General Vásquez y el general Manuel Rosendo fueron invitados a una reunión de trabajo en el Palacio de Miraflores, en donde fueron testigos presenciales de la planificación  por parte del presidente de la República y allegados políticos, para enfrentar a la oposición política en las calles de Caracas esa semana. Entre los invitados y participantes activos para enfrentar al pueblo venezolano que se oponía a Chávez, estaban  el presidente de PDVSA Gastón Parra Luzardo, el fiscal general Isaías Rodríguez, los diputados Nicolás Maduro, Ismael García,  Cilia Flores y el General Julio García Montoya,  también fue atendida por los ministros, el alto mando militar, diputados y gobernadores del Movimiento V República; Vázquez indicó que a un denominado Comité Político de la Revolución se le asignaron las siguientes responsabilidades: Los círculos bolivarianos y los sindicatos fueron puestos bajo su control, los círculos bolivarianos con la misión de ocupar los exteriores de las instalaciones de PDVSA y alrededores de Miraflores. Los comités regionales serían los encargados de proveer transporte al pueblo y adelantar acciones de guerra psicológica, como aceite en las calles y tachuelas. Movilizar gran cantidad de carros entre las seis y nueve de la mañana, gran movilización social. Vázquez fue interpelado por la Asamblea Nacional el 17 de mayo de 2022 por los hechos ocurridos el 13 de abril de ese año.

#### Rebelión Militar de 2002
El 11 de abril por la tarde el comandante se negó a aplicar el plan Ávila y mandó retornar el material de guerra que habían salido al Fuerte Tiuna, por órdenes del general García Carneiro, después leyó un comunicado a las 9:00 de la noche junto a un grupo de generales declarándose en rebeldía frente al gobierno del presidente de la República y manifestó:

"Primero: hoy se violaron todos los derechos humanos consagrados en nuestra constitución;

Segundo: murieron venezolanos por incapacidad de diálogo del gobierno nacional;

Tercero: todo esto se advirtió al Alto Mando Militar hoy con tiempo y anteriormente;

Cuarto: existen grupos armados llamados Bolivarianos que ofenden el nombre del Libertador, que se dedican a pregonar la maldad, que utilizan armas lo que constituye un delito en nuestra constitución;

Quinto: se ha utilizado oficiales de las Fuerzas Armadas Nacional con fines políticos dentro de los cuarteles;

Sexto: se ha mancillado el honor de las FAN y hemos perdido la identidad de nuestro uniforme;

Séptimo: se ha violentado la autoridad del comandante del Ejército, al recibir órdenes directas al destacamento de la tercera división de infantería por parte del Sr. Presidente de la República sin tomar en cuenta al comandante General del Ejército;

Octavo: hoy esta noche le pedimos perdón al pueblo venezolano por los sucesos acontecidos y donde una Fuerza Armada que se supone es del pueblo fue incapaz de cumplir su cometido;

Noveno: Las FAN no son para agredir al pueblo, ni para salir a la calle a combatir a los venezolanos;

Décimo: como Comandante General del Ejército, soy el legítimo comandante del componente le ordenó a todos mis comandantes de batallones, brigadas y divisiones que son mi fortaleza y de la patria que permanezcan en sus unidades, esto no es un golpe de estado, no es una insubordinación, es una disposición de solidaridad con todo el pueblo venezolano;

Once: Sr. Presidente de la República le fui leal hasta el final, hasta esta tarde le serví con toda la lealtad que siempre le he manifestado, porque es un soldado y disciplinado y leal, pero los muertos de hoy, no se pueden tolerar. Invoco los artículos 328, 350 de nuestra constitución que me obligan a tomar esta decisión.   

Comandante General del Ejército General Efraín Vásquez

Algunas expresiones durante la interpelación en la Asamblea Nacional en mayo de 2002, "El 11 de abril del 2002 en Venezuela ocurrió un crimen político, que no vacilo en llamar violación de los derechos humanos. Los mandos del ejército ese día impidieron que se ocultaran los asesinatos y la violación de los derechos humanos". "Yo tuve el honor de comandar el ejército venezolano y bajo mi mando no permití que de su actuación pudieran acusar de violador de los derechos humanos, indigna mancha". "Se hizo imperativo aplicar el artículo 350 de la Constitución, desconociendo las órdenes de una autoridad que persistía en contrariar valores y garantías democráticas y menoscabar los derechos humanos, pues la función del Ejército no es controlar ni reprimir manifestaciones populares".

Fracción de la interpelación: Ese día, cerca de las 11 de la noche, llegó a la sede del Comando General del Ejército, el General de División en situación de retiro, Ismael Hurtado Sucre, actual Ministro de Infraestructura, con un mensaje del señor Presidente de la República que me pareció muy extraño.

El General me informa que el Presidente me pedía le renunciara y que me fuera para mi casa y nada había pasado. Extraña me pareció su propuesta, nada escrito, si ese era su deseo, por qué no envía una resolución de cambio y la designación del nuevo comandante.
El Ministro Hurtado Sucre habló con otros generales y se retiró. Más tarde recibí dos llamadas. La primera del General Manuel Rosendo, quien me informó que el Presidente había decidido renunciar si le daban un avión para irse al exterior.
Al segundo el Ministro de la Defensa José Vicente Rangel, quien me dio el mismo mensaje y que enviara dos generales al canal 8, que el Presidente iba a ratificar su renuncia allí.
"Señores diputados, en Venezuela el Ejército no dio un golpe de Estado, lo que verdad es que hubo una conspiración contra las Fuerzas Armadas para acabar con los mandos militares y el mérito y ahogar la protesta de la sociedad civil.
A las 3 de la mañana el General en Jefe Lucas Rincón Romero, participó al país que el Presidente había renunciado y minutos más tarde, el Presidente llegó a la Comandancia del Ejército con su Jefe de Casa Militar, escolta, los generales Hurtado y Rosendo, de ahí en adelante, la historia es ampliamente conocida.
Particularmente ordené a un oficial superior cuidar con su vida la integridad del señor Presidente de la República, mientras definían su petición de viajar al exterior.
El 12 de abril, en horas de la tarde, asistí al Palacio de Miraflores a la concentración de las fuerzas vivas convocada por el señor Pedro Carmona y después me retiré a mi comando, preocupado por el contenido del decreto leído en el acto, por lo que convoqué a una reunión de comandantes de unidades tácticas en Fuerte Tiuna para el día 13 de abril, a fin de analizar el decreto.
Lamentablemente caímos en una especie de trampa diabólica y aclaro por qué. Me entero durante la interpelación del General en Jefe Lucas Rincón Romero, que la renuncia del señor Presidente fue un acuerdo entre los dos y el reclamo que surgió posteriormente es que el Presidente nunca firmó la renuncia.
¿A qué se debió la ausencia del General en Jefe Lucas Rincón Romero durante la presencia del Presidente en la Comandancia General del Ejército?
Durante la exposición del General de División Manuel Rosendo, me entero que el General del Ejército en Situación de Retiro, Ismael Hurtado Sucre, presentó al señor Presidente una presunta propuesta de solicitud de renuncia del Ejército, acompañada de una serie de compromisos.
Señores diputados, el Comandante General del Ejército para el día 11 de abril era el General de División Efraín Vásquez Velazco y yo no solicité e impuse condiciones para la renuncia del señor Presidente de la República. Yo nunca firmé petición alguna de renuncia del señor Presidente.

Señores, yo no sé cómo llamar a esta situación, si un golpe de Estado o una conspiración o un autogolpe.
General Efraín Vázquez Velazco 

El 13 de abril el Comandante General del Ejército, Efraín Vásquez, convocó a una reunión de generales con mandos medios se presentó junto a varios generales por un canal de televisión, en la que se decidió desconocer a Pedro Carmona como presidente

## Juicios en tribunales
En mayo de 2002 iniciaron juicios por la comisión del delito de rebelión ocurridos en abril de 2002. El 14 de agosto de 2002 fue absuelto Efraín Vázquez Velasco y otros oficiales, quienes habían sido acusados de rebelión militar por los eventos del 11 de abril. El caso fue sobreseído..
- El Tribunal Supremo de Justicia Sala accidental sobre Antejuicio de mérito el 24 de mayo de 2002 fue denegado.[12]
- La Sala Constitucional del Tribunal Supremo de Justicia declara sobreseimiento el 11 de marzo de 2005 en el caso del ciudadano General de División (Ej) Efraín Vásquez Velasco.[13]

## Vida personal
Sus padres son el Coronel del Ejército Efraín Vázquez Vallejo y Valencia Lucinda Velasco, está casado con Gladys Marina Amaya Reinoso desde el 27 de  noviembre de 1976. Sus hijos son Efraín Humberto y Gladys Lorena.      
El General Efraín Vásquez Velazco es graduado "Cum Laude" de la American University en Washington D. C. en 1981 y tiene una especialización en Finanzas en 1996. Actualmente se desempeña en el área de enseñanza y traducción e interpretación simultánea del inglés al español.